# São Domingos de Rana
São Domingos de Rana is een plaats en freguesia in de Portugese gemeente Cascais in het district Lissabon. In 2001 was het inwonertal 43.991 op een oppervlakte van 20,51 km².